# Ubiarco
Ubiarco es una localidad española del municipio de Santillana del Mar, en Cantabria. En 2016 contaba con una población de 206 habitantes (INE). 

## Geografía

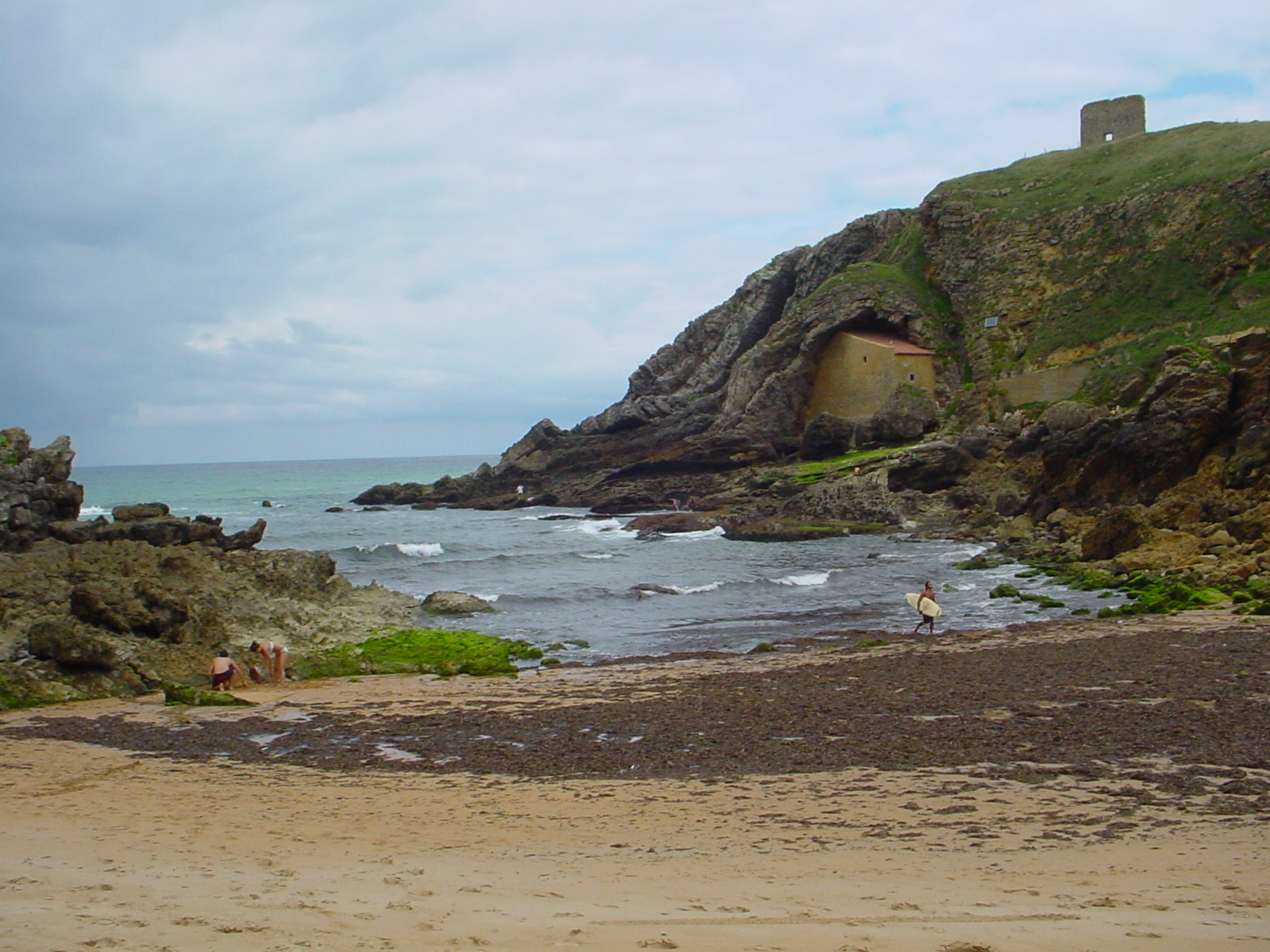
Playa de Santa Justa con la ermita del mismo nombre al fondo.

Está situada 5 kilómetros al norte de la capital municipal, Santillana del Mar. Se encuentra a 75 metros sobre el nivel del mar. Es la localidad del municipio más cercana a la costa del mar Cantábrico, y en su término se encuentra la única playa de Santillana del Mar: la playa de Santa Justa, también llamada playa de Ubiarco. Es de pequeño tamaño y arena fina. Destaca de esta ensenada un anticlinal, dentro del cual está construida una ermita bajo la advocación de santa Justa. Encima de ella está la torre de San Telmo. El anticlinal de la ensenada de Santa Justa es un punto de interés geomorfológico. En la carretera entre esta localidad y Santillana del Mar, que pasa un pequeño puerto de montaña, puede encontrarse el mirador de Ubiarco, desde el que se tiene una vista panorámica de la costa del municipio. Por Ubiarco pasa, además, la ruta costera que desde Suances llega a Puerto Calderón. 

## Historia
Existe un documento medieval que tramita la cesión al abad de Santillana de una iglesia dedicada a San Juan en Ubiarco el año 987. Durante los siglos XIV y XV la colegiata arrenda varias tierras. A mediados del siglo XIX pertenecía a Ongayo y tenía 163 habitantes.
En 1294 existía un monasterio, hoy desaparecido. En Ubiarco nació la religiosa Cándida Cayuso González (1901-1936).

## Demografía
| 2000 | 2001 | 2002 | 2003 | 2004 | 2005 | 2006 | 2007 | 2008 | 2009 | 2016 |
| ---- | ---- | ---- | ---- | ---- | ---- | ---- | ---- | ---- | ---- | ---- |
| 252  | 263  | 252  | 253  | 245  | 247  | 246  | 237  | 239  | 239  | 206  |

Fuente: INE

## Festividades
- 24 de junio - San Juan Bautista.
- 19 de julio - Santa Justa.[1]